# Sukhoj Su-12
Sukhoj Su-12 (Projekt RK) var en prototype til et sovjetisk rekognosceringsfly udviklet under 2. verdenskrig. Flyet var designet af Pavel Sukhoj, men blev aldrig sat i produktion.

## Udvikling
Under 2. verdenskrig havde Luftwaffe stor succes med på Østfronten med rekognosceringsflyet Focke-Wulf Fw 189. Enkelte eksemplarer af Fw 189 faldt i Sovjetunionens hænder, og flyene blev grundigt undersøgt og analyseret på Sovjetunionens forskningsinstitut for kampfly (NII VVS). Konstruktionen af det tyske fly med dobbeltskrog og besætningen placeret i en gondol med store glaspartier gav et glimrende udsyn for observatører.
I november 1943 designede Sukhoj OKB en sovjetisk variant baseret på den tyske Fw 189. Det første design havde plads til tre besætningsmedlemmer og var drevet af to Shvetsov M-62 stjernemotorer. Projektet blev dog i første omgang nægtet finansiering, men efter støtte fra den sovjetiske chefmarskal for artilleriet N.N. Voronov, fik projektet opbakning. Som følge af de forøgede krav til flyets specifikationer, fik flyet plads til fire besætningsmedlemmer og motorerne blev ændret til den mere kraftfulde Shvetsov ASh-82 med 2.200 hk.
Prototypen til Su-12 fløj første gang den 26. august 1947. Test var planlagt frem til den 30. oktober. Der var problemer med motorerne, der blev udskiftet til ASh-82FN-motorer med 1.850 hk. Den nye motor var mere driftssikker, men mindre kraftfuld, hvorfor Su-12 ikke kunne opfylde kravene til tophastighed og flyvehøjde. I september 1949 gennemførte flyet de endelige tests, og flyet blev herefter godkendt til produktion. På grund af manglende produktionskapacitet i USSR blev det i oktober 1949 foreslået af bygge flyene i Tjekkoslovakiet. Produktionen blev dog aldrig igangsat, tilsyneladende på grund af manglende evne til at opfylde specifikationerne. Senere forsøg fra Sukhoj på at opnåede støtte til flyet blev afvist.

## Eksterne links
- Wikimedia Commons har flere filer relateret til Sukhoj Su-12
- "Sukhoi Su-12". Sukhoi Company Museum. Arkiveret fra originalen 29. september 2011. Hentet 2011-07-12.